# Ciclobol
El ciclobol es una modalidad ciclista en la cual los participantes avanzan en bicicletas con pedales. Es un deporte exclusivamente masculino, en el que se enfrentan dos equipos que tratan de meter gol en la portería contraria. Procede del fútbol, pero se utilizan bicicletas. 
Las bicicletas deben pesar menos de 2 kilos y ser más pequeñas que la altura del participante, el eje de pedalier que no tiene pedales debe estar a 30 centímetros del suelo y el sillín debe estar a la altura de la mirada de los muslos del ciclista.

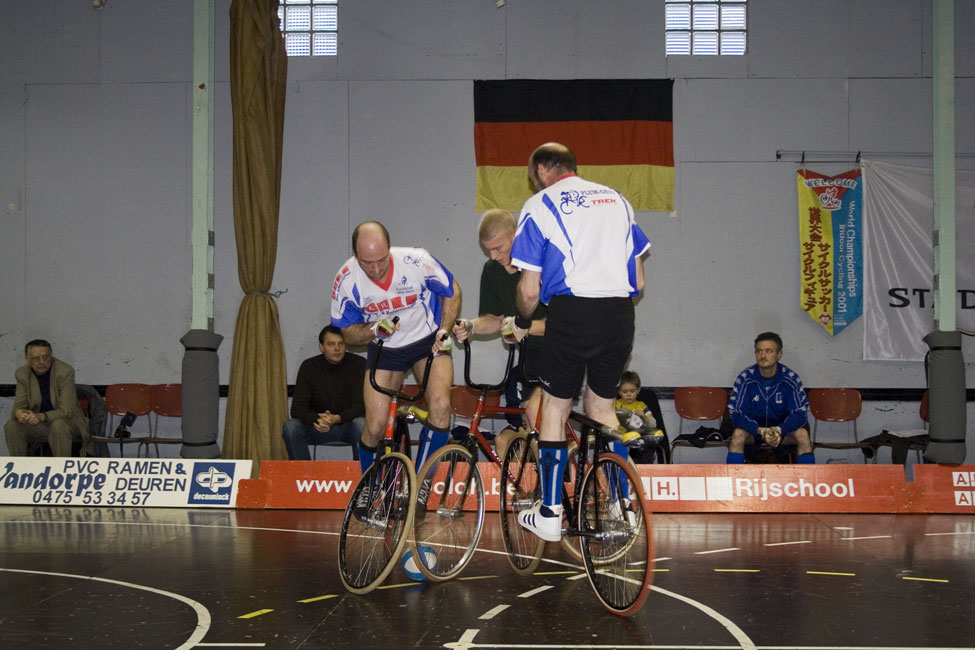

El ciclobol es un deporte que se realiza sobre bicicletas de montaña en una cancha de suelo duro similar al fútbol sala. 
Fue creado en 1893 por un alemán-estadounidense, Nicholas Edward Kaufmann y los primeros campeonatos del mundo se llevaron a cabo en el año 1929. Los hermanos checoslovacos Jindřich y Jan Pospíšil, ganaron la mayoría de los campeonatos del mundo con veinte victorias entre 1965 y 1988.
El ciclobol es muy popular en Alemania, Suiza, Austria, Bélgica, República Checa y Japón.
La Unión Ciclista Internacional, es quien regula este deporte bajo el término "Indoor Cycling" y al igual que las otras disciplinas regidas por la UCI, los campeones mundiales portan el  Maillot Arco-Iris.

## Campo de juego
El tamaño del mismo para competiciones internacionales es de 14 por 11 metro, siendo la portería de 2 por 2 metros. El área penal, es un semicírculo sobre el arco y sostente cuyas marcas en el suelo forman una cruz.

## Equipos
Los equipos están formados de 2 a 4 ciclistas-jugadores, siendo el objetivo introducir el balón en el arco contrario, por lo general golpeándolo con la rueda delantera. Durante el juego sólo un jugador puede estar dentro del área penal y puede utilizar las manos para impedir el gol contrario, a modo de portero.

## Balón
El balón debe tener entre 17 y 34 centímetros de diámetro y su peso debe oscilar entre 500 y 600 gramos.

## Bicicleta

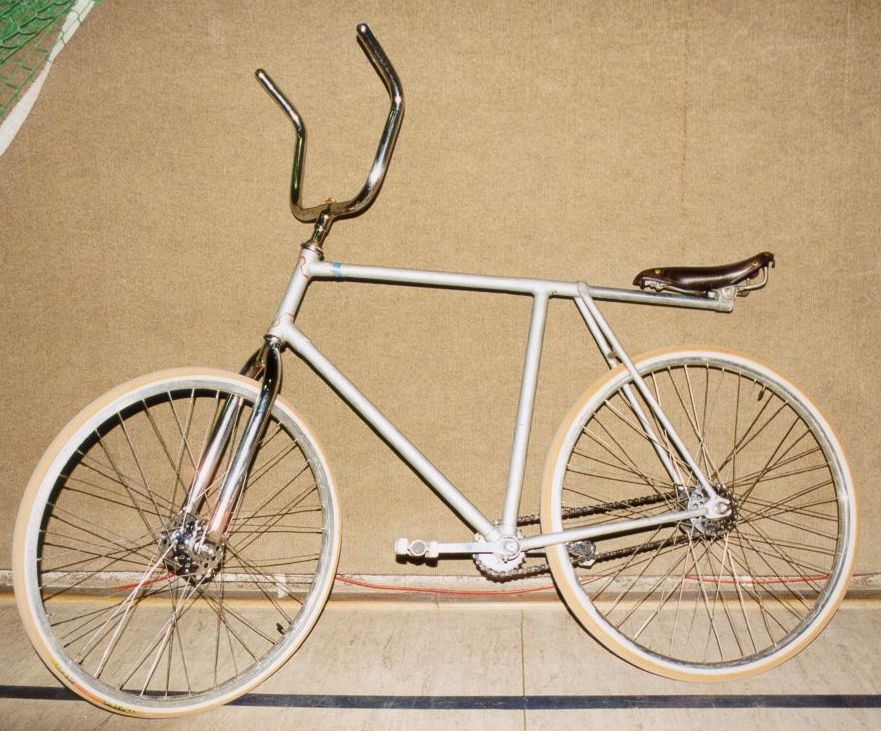
Bicicleta de cycle-ball.

La bicicleta se caracteriza por su manillar alto para facilitar las maniobras de precisión, el sillín por detrás del eje de la rueda trasera para facilitar los caballitos, y una escasa transmisión que puede ir desde 2 a 3,2 metros. Las ruedas deben ser de igual tamaño, no permitiendo el uso de un rodado mayor de 26, ni menor de 20. Si durante el transcurso del juego un jugador rompe su bicicleta, puede cambiarla.

## Tiempo de juego
Según las categorías, el tiempo de cada partido varía, siendo 2 tiempos de 45 minutos para jugadores élite.